# Seymour (Texas)

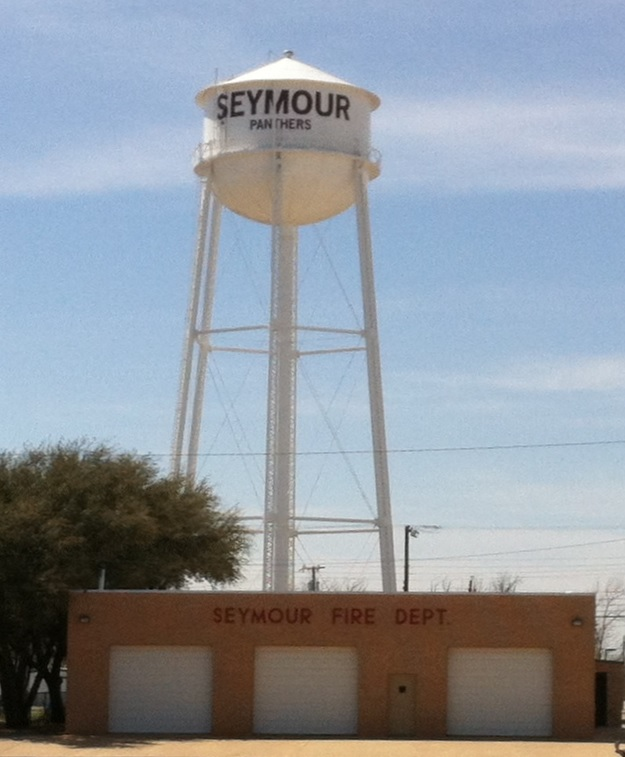
Torre de agua

Seymour es una ciudad ubicada en el condado de Baylor en el estado estadounidense de Texas. En el Censo de 2010 tenía una población de 2740 habitantes y una densidad poblacional de 361,19 personas por km².

## Geografía
Seymour se encuentra ubicada en las coordenadas 33°35′43″N 99°15′31″O / 33.59528, -99.25861. Según la Oficina del Censo de los Estados Unidos, Seymour tiene una superficie total de 7.59 km², de la cual 7.57 km² corresponden a tierra firme y (0.2%) 0.02 km² es agua.

## Demografía
Según el censo de 2010, había 2740 personas residiendo en Seymour. La densidad de población era de 361,19 hab./km². De los 2740 habitantes, Seymour estaba compuesto por el 91.28% blancos, el 2.45% eran afroamericanos, el 0.22% eran amerindios, el 0.11% eran asiáticos, el 0.11% eran isleños del Pacífico, el 3.8% eran de otras razas y el 2.04% pertenecían a dos o más razas. Del total de la población el 13.61% eran hispanos o latinos de cualquier raza.